# Fiber Distributed Data Interface
Fiber Distributed Data Interface (FDDI) – standard transmisji danych, jest oparty na technologii światłowodowej. Transfer w tych sieciach wynosi 100 Mb/s. Sieć ta zbudowana jest z dwóch pierścieni – pierścień pierwotny i pierścień zapasowy (wtórny). Transmisja prowadzona jest z użyciem jednego pierścienia. Istnieją modyfikacje protokołu pozwalające na używanie dwóch pierścieni, lecz są rzadko stosowane z powodu dwukrotnego spadku przepustowości po uszkodzeniu pierścienia i rekonfiguracji sieci. W sieci takiej stacje robocze podłączone są do dwóch pierścieni. Zaletą takiej sieci jest to, że mimo uszkodzenia pierścienia sieć jest nadal sprawna i można przesyłać dane. W przypadku uszkodzenia pierścienia stacje robocze automatycznie się rekonfigurują i zawracają dane do drugiego pierścienia, przez co inne stacje nie zauważają zaistniałej awarii.
FDDI obsługuje dwa typy połączeń: SAS (ang. single-attached stations) i DAS (ang. dual-attached stations).
Oznacza to, że karty sieciowe FDDI mogą posiadać dwa zestawy interfejsów medium fizycznego. Znane są one jako porty A i B. Port A jest interfejsem głównym, a port B wtórnym.
Sieci FDDI stosuje się przede wszystkim w sieciach szkieletowych lub kampusowych, ponieważ dzięki nim można podłączyć ok. 500 urządzeń rozrzuconych na przestrzeni nawet 100 km.

## Parametry
- Przepustowość: 100 Mb/s
- Metoda dostępu: Token Passing
- Medium transmisyjne: kabel światłowodowy (jedno- i wielomodowy)
- Topologia: podwójny pierścień (ang. Dual Ring)

### Specyfikacje FDDI
Technologia FDDI opisana jest w 4 oddzielnych specyfikacjach, z których każda opisuje określoną funkcję. Łącznie zapewniają one możliwość szybkiego połączenia z protokołami wyższych warstw np. TCP/IP.
- Media Access Control (MAC)
- Physical-Layer Protocol (PHY)
- Physical-Medium Depedent (PMD)
- Station Management (SMT)

Specyfikacja MAC definiuje metodę dostępu do medium, w tym format ramki, sterowanie elementem token, adresowanie, algorytmy dla obliczania wartości CRC i mechanizm usuwania błędów. Specyfikacja PHY definiuje procedurę kodowania/rozkodowania, tworzenie ramek i inne funkcje. PMD specyfikuje charakterystyki medium transmisyjnego, poziom mocy, częstotliwość występowania błędów, komponenty optyczne i złącza. Specyfikacja SMT określa konfiguracje stacji FDDI, konfigurację pierścienia i sposoby sterowania pierścieniem, podłączanie i usuwanie stacji, izolowanie i usuwanie błędów.